# Chiesa del Carmine (Lecce)
La chiesa del Carmine, insieme all'adiacente convento dei Carmelitani, è un complesso architettonico di Lecce.

## Storia
I carmelitani giunsero a Lecce nel 1481, occupando una chiesa posta fuori dalle mura, nei pressi di Porta San Biagio.Nel 1546, in seguito ad un evento sismico, i frati abbandonarono il vecchio complesso e si insediarono all'interno delle mura nella chiesa di San Nicola, che i carmelitani dedicarono alla Madonna del Carmelo. In quel luogo costruirono il nuovo monastero e successivamente eressero l'attuale chiesa, la cui prima pietra venne posta il 15 luglio 1711.
La chiesa fu realizzata su disegno dell'architetto Giuseppe Cino che vi lavorò sino al 1722, anno della morte. Fu portata a termine nel 1737 grazie all'intervento di Mauro Manieri.

## Descrizione

### Esterno
La facciata della chiesa, realizzata dal Cino fra il 1711 e il 1717, è divisa in tre ordini sovrapposti e presenta una grande ricchezza di fregi e decori.
Il primo ordine è ritmato da quattro nicchie ricavate simmetricamente ai lati del portale; quest'ultimo possiede un timpano curvilineo che accoglie, entro una ghirlanda di fiori, la figura della Madonna del Carmine. Nelle nicchie si stagliano le monumentali statue dei carmelitani sant'Angelo da Gerusalemme e sant'Alberto degli Abati e dei profeti Elia ed Eliseo.
Nel secondo ordine, che riprende i ritmi compositivi dell'ordine inferiore, è incastonato un finestrone centrale affiancato da due nicchie occupate dalle statue di santa Teresa d'Avila e santa Maria Maddalena de' Pazzi, attribuite, come quelle del piano inferiore, a Mauro Manieri.
Il terzo ordine, raccordato al secondo da volute mistilinee, si conclude con un frontone di ispirazione classica.

### Interno
L'interno presenta un corpo longitudinale ellittico innestato ad un transetto non sporgente sul quale si apre un profondo coro a terminazione piatta. La pianta, con chiari riferimenti biblici, riproduce la forma del piede umano. Al centro dell'area presbiteriale si innalza una svettante cupola decorata esternamente con maioliche a squame verdi e bianche.
Lungo il perimetro della navata si aprono tre cappelle per lato, arricchite da altari barocchi disegnati da Mauro Manieri e realizzati tra il 1731 e il 1737.
Lato sinistro: il primo altare, dedicato a sant'Elia profeta, fu ultimato nel 1736 ed espone una pala del santo; il secondo altare è dedicato all'Addolorata e accoglie una statua lignea del Cristo alla Colonna, dello scultore gallipolino Gesuino Vespasiano del 1618, e una tela raffigurante la Vergine dei sette dolori; il terzo altare è dedicato alla Madonna Annunziata ed è corredato da una tela di Serafino Elmo dell'Annunciazione della B.V. Maria.
Lato destro: procedendo dall'ingresso, il primo altare è dedicato a san Michele e possiede un altorilievo in terracotta argentata riproducente l'Arcangelo Michele; segue il secondo altare sul quale è collocato un reliquiario del XVII secolo del giureconsulto Vincenzo M. Perrone; il terzo altare di santa Teresa del Bambin Gesù ospita una statua in cartapesta di Giuseppe Manzo.
In chiave all'arco trionfale campeggia il dipinto raffigurante l'Eterno Padre mentre nel soffitto a lacunari lignei intagliati e dorati è incastonata la tela della Vergine del Carmelo con san Simone Stock.
Nel braccio sinistro del transetto si ammira il pregevole altare della Purificazione della Beata Vergine Maria che ospita le statue in pietra degli Evangelisti, un'antica statua lignea della Vergine del Carmelo e una tela della Presentazione della Vergine al Tempio. Inoltre sono presenti gli altari del Crocifisso e dei Santi Nicola e Antonio Abate.
Nel braccio destro è situato l'altare di san Francesco di Paola, con statua del santo in cartapesta realizzata nel 1856, e altri due altari dedicati a sant'Anna, con tela raffigurante la Sacra Famiglia con sant'Anna e san Gioacchino, e alla Trinità. 
Nel presbiterio è situato l'altare maggiore ad andamento concavo, costruito per volontà della famiglia Sambiasi, così come rivela il loro stemma. Dietro l'altare si apre il profondo coro, dalla volta lunettata, percorso da paraste corinzie scanalate. Lungo le pareti del coro sono presenti numerosi dipinti: l'Annunciazione della Vergine, Sant'Orsola con le compagne, la Crocifissione, Sant'Oronzo, Santa Irene di Serafino Elmo, Sant'Onofrio, San Giovanni Battista, I Profeti Elia ed Eliseo realizzati nel 1591 ed altre tele.
Notevole è il dipinto inserito nella cassettonatura lignea del soffitto, denominato La Vergine consegna lo scapolare a san Simone Stock, opera giovanile del pittore napoletano Paolo Finoglio. Allo stesso pittore è attribuibile un Trionfo di sant'Orsola collocato inizialmente nel coro di questo stesso edificio, oggi conservato presso il Museo Diocesano di Lecce.